# Mobiler Flugfunkdienst (R)

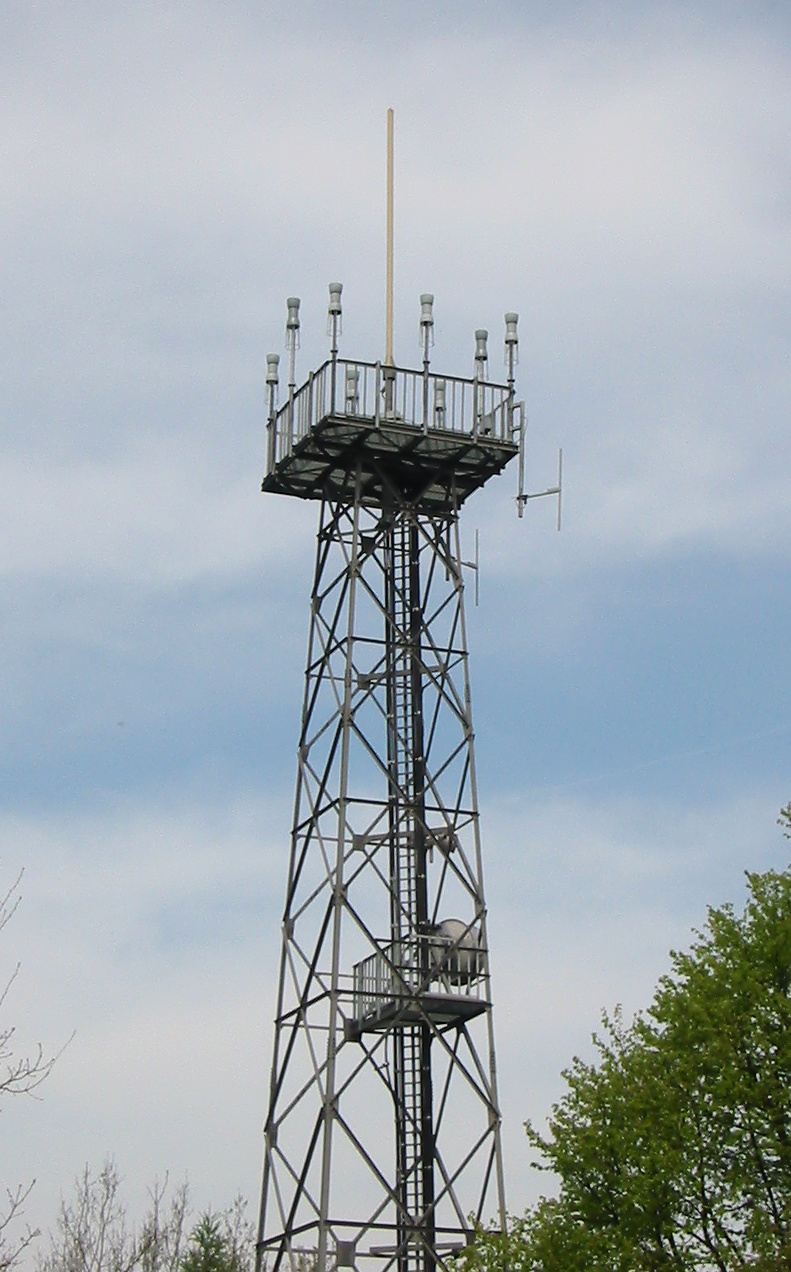
Bondefunkstelle der Deutschen Flugsicherung mit VHF-Coaxial-Dipol-Antennen des Mobilen Flugfunkdienstes (R) auf dem Deister bei Hannover

Der Mobile Flugfunkdienst (R), früher Beweglicher Flugfunkdienst (R) oder kurz einfach Flugfunkdienst (R)‚  (engl. Aeronautical Mobile (Route) Service, abgekürzt AM(R)S) ist entsprechend der Definition der Vollzugsordnung für den Funkdienst (VO Funk) der Internationalen Fernmeldeunion (ITU) ein Mobilfunkdienst der Unterkategorie Mobiler Flugfunkdienst (engl. Mobile Service).
Dieser Funkdienst ist ein sicherheitsrelevanter- oder Safety-of-Life Service, ist zwingend vor Störungen zu schützen und dient
in der Regel der Funkkommunikation vorwiegend auf nationalen oder internationalen zivilen Luftverkehrs- oder Flugverkehrsrouten. Das (R) symbolisiert in diesem Zusammenhang für Flüge auf zivilen Routen (route).

## Frequenzbereiche
Diesem Funkdienst stehen in der ITU-Region 1 und insbesondere auf deutschem Hoheitsgebiet u. a. folgende Frequenzbereiche zur Verfügung.
| Zuweisung an Funkdienste (Primäre Zuweisung gemäß VO Funk in Versalschrift) | Zuweisung an Funkdienste (Primäre Zuweisung gemäß VO Funk in Versalschrift) | Zuweisung an Funkdienste (Primäre Zuweisung gemäß VO Funk in Versalschrift) | Zuweisung an Funkdienste (Primäre Zuweisung gemäß VO Funk in Versalschrift) | Zuweisung an Funkdienste (Primäre Zuweisung gemäß VO Funk in Versalschrift) |
| Deutschland                                                                 | Deutschland                                                                 | Deutschland                                                                 | Nutzer                                                                      | Bemerkung                                                                   |
| Frequenzbereiche kHz                                                        | Frequenzbereiche kHz                                                        | Frequenzbereiche kHz                                                        | Frequenzbereiche kHz                                                        | Frequenzbereiche kHz                                                        |
| --------------------------------------------------------------------------- | --------------------------------------------------------------------------- | --------------------------------------------------------------------------- | --------------------------------------------------------------------------- | --------------------------------------------------------------------------- |
| 54                                                                          | 2 850–3 025                                                                 | Mobiler Flugfunkdienst (R)                                                  | ziv., mil.                                                                  | ziv – zivile Nutzer mil – militärische Nutzer Fußnoten: D111 D115 2 5       |
| 58                                                                          | 3 400–3 500                                                                 | Mobiler Flugfunkdienst (R)                                                  | ziv., mil.                                                                  | 2 5                                                                         |
| 67                                                                          | 4 650–4 700                                                                 | Mobiler Flugfunkdienst (R)                                                  | ziv., mil.                                                                  | 2 5                                                                         |
| 77                                                                          | 5 480–5 680                                                                 | Mobiler Flugfunkdienst (R)                                                  | ziv., mil.                                                                  | D111 D115 2 5                                                               |
| 83                                                                          | 6 525–6 685                                                                 | Mobiler Flugfunkdienst (R)                                                  | ziv., mil.                                                                  | 2 5                                                                         |
| 93                                                                          | 8 815–8 965                                                                 | Mobiler Flugfunkdienst (R)                                                  | ziv., mil.                                                                  | 2 5                                                                         |
| 103                                                                         | 10 005–10 100                                                               | Mobiler Flugfunkdienst (R)                                                  | ziv., mil.                                                                  | D111 2 5                                                                    |
| 107                                                                         | 11 275–11 400                                                               | Mobiler Flugfunkdienst (R)                                                  | ziv., mil.                                                                  | 2 5                                                                         |
| 116                                                                         | 13 260–13 360                                                               | Mobiler Flugfunkdienst (R)                                                  | ziv., mil.                                                                  | 2 5                                                                         |
| 142                                                                         | 17 900–17 970                                                               | Mobiler Flugfunkdienst (R)                                                  | ziv., mil.                                                                  | 2 5                                                                         |
| 158                                                                         | 21 924–22 000                                                               | Mobiler Flugfunkdienst (R)                                                  | ziv., mil.                                                                  | 2 5                                                                         |
| Frequenzbereich MHz                                                         |                                                                             |                                                                             |                                                                             |                                                                             |
| 205                                                                         | 117,975–137,000                                                             | Mobiler Flugfunkdienst (R)                                                  | ziv., mil.                                                                  | D111 D200 5 31                                                              |